# Пјевета (Ђенова)
Пјевета је насеље у Италији у округу Ђенова, региону Лигурија.
Према процени из 2011. у насељу је живело 25 становника. Насеље се налази на надморској висини од 909 м.